# Air New Zealand
Air New Zealand ist die nationale Fluggesellschaft Neuseelands mit Sitz in Auckland und Basis auf dem Flughafen Auckland. Sie ist Mitglied der Luftfahrtallianz Star Alliance und im NZX 50 Index an der New Zealand Exchange gelistet.

## Geschichte

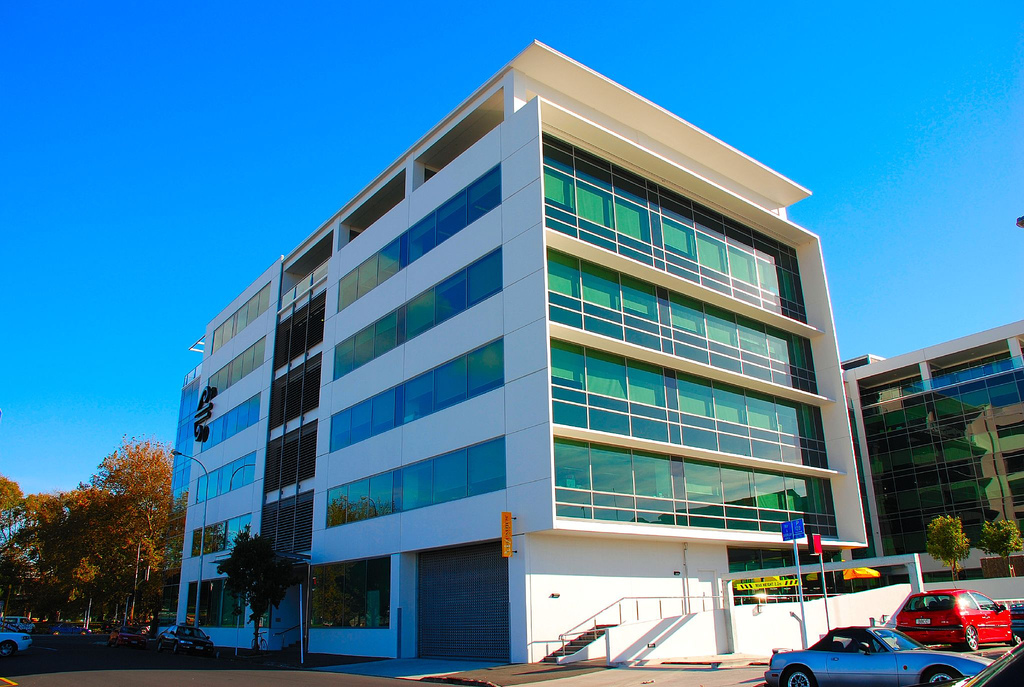
Sitz der Air New Zealand in Auckland

Air New Zealand wurde am 26. April 1940 als nationale Fluggesellschaft mit dem Namen Tasman Empire Airways Limited (kurz TEAL) unter Beteiligung der Qantas, BOAC und Union Airways gegründet. 1954 zog sich BOAC zurück, 1961 kaufte Neuseeland die australischen Anteile. Damit war die Gesellschaft rein neuseeländisch und am 1. April 1965 wurde sie in Air New Zealand Limited umbenannt. Im Jahr 1978 wurde die auf Inlandstrecken verkehrende Fluggesellschaft New Zealand National Airways Corporation in das Unternehmen integriert.
Durch den Erwerb von 50 Prozent an Ansett Australia verstärkte Air New Zealand 1996 ihre Position auf dem australischen Markt. 1997 erfolgte der Beitritt zur Star Alliance. 1999 gewann die Gesellschaft den „Globe Award for Best Airline to the Pacific“ der World-Business-Class-Umfrage. Im Februar 2000 übernahm Air New Zealand die restlichen 50 % der Anteile an Ansett Australia von der bisherigen Miteigentümerin News Corporation. Am 13. September 2001 wurde das Management der Ansett Australia an PricewaterhouseCoopers abgegeben.
Mitte 2012 wurde bekannt, dass Air New Zealand ein neues Farbschema einführt, welches aus schwarzem Leitwerk mit dem Koru-Symbol, einem sich aufrollenden Farnblatt, und einem neuen Schriftzug besteht. Eine weitere Variante ist weitestgehend schwarz lackiert. Air New Zealand entschied sich dann für das weitgehend schwarze Logo.
Am 1. Juni 2014 bestellte Air New Zealand bei Airbus 14 weitere Flugzeuge der A320-Familie. Die Flugzeuge sollen der weiteren Flottenmodernisierung und Expansion dienen. Noch im selben Monat erhielt sie als erste Fluggesellschaft der Welt eine Boeing 787-9 und ist somit erster Betreiber einer Boeing 787 in Ozeanien. Mit dem Flug Auckland–Perth am 12. September 2014 hat sie außerdem als erste Fluggesellschaft der Welt den Linienflugbetrieb mit einer Boeing 787-9 aufgenommen.

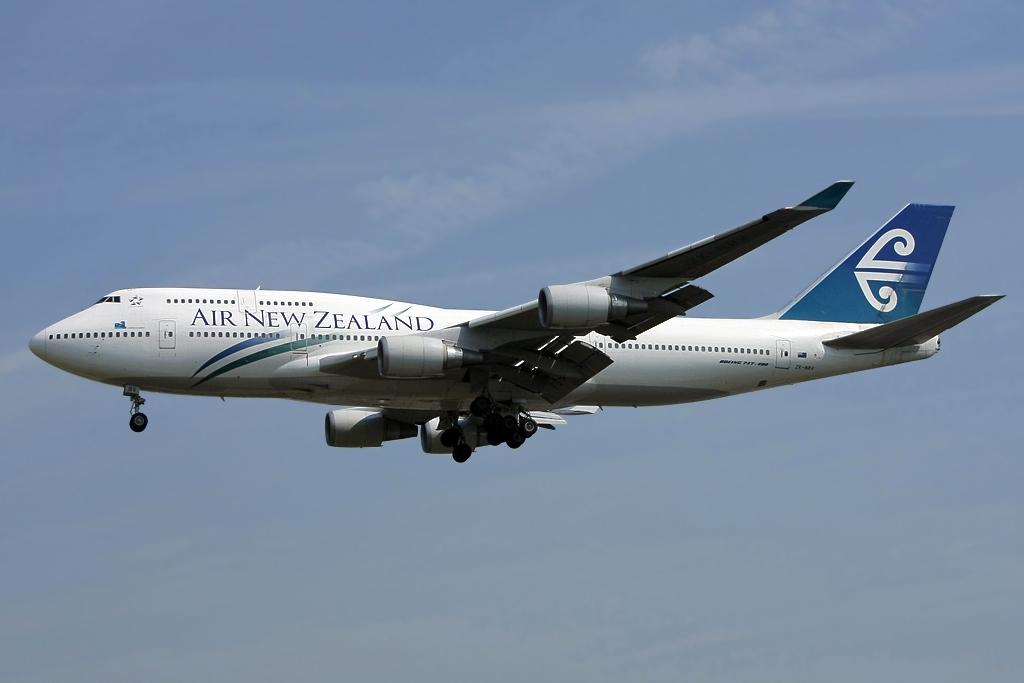
Die letzte Boeing 747-400 der Air New Zealand im Jahr 2010

Am Freitag, den 12. September 2014 fand der letzte Flug der einzig verbliebenen Boeing 747-400 (Luftfahrzeugkennzeichen ZK-NBV) von San Francisco nach Auckland statt. Damit ging für diesen Flugzeugtyp bei Air New Zealand nach 33 Jahren, in denen die Boeing 747 in verschiedenen Versionen im Dienst war, eine Ära zu Ende. Air New Zealand betreibt in Zukunft nur noch zweistrahlige Flugzeuge.
Am 7. Januar 2015 bestellte Air New Zealand zwei weitere Boeing 787-9.
Der letzte Flug einer Boeing 737-300 fand am 6. September 2015 statt. Damit endete der Betrieb mit diesem Flugzeugtyp nach 47 Jahren. Air New Zealand wird in Zukunft eine reine Airbus-Kurz- und Mittelstreckenflotte betreiben.
Air New Zealand ist heute eine der größten Fluggesellschaften des Pazifikraums und zählt zu den größten Unternehmen Neuseelands. Sie befindet sich mit Stand Januar 2015 zu 52 % in Staatsbesitz.
Unter der Dachmarke Air New Zealand Link betrieben die Tochtergesellschaften Mount Cook Airline und Air Nelson mit kleinerem Fluggerät ein Netz an Regional- und Zubringerflügen für Air New Zealand. Eagle Airways, eine weitere Tochtergesellschaft, stellte ihre Flüge am 26. August 2016 ein. 2019 wurden Mount Cook Airline und Air Nelson mit Air New Zealand fusioniert.
Ende Juli 2024 gab Air New Zealand bekannt, seine Fahrplan zur Reduktion des CO2-Ausstoßes zu verlangsamen, da weder effizientere Maschinen noch nachhaltiger Treibstoff ausreichend verfügbar sind oder sein werden.

## Flugziele

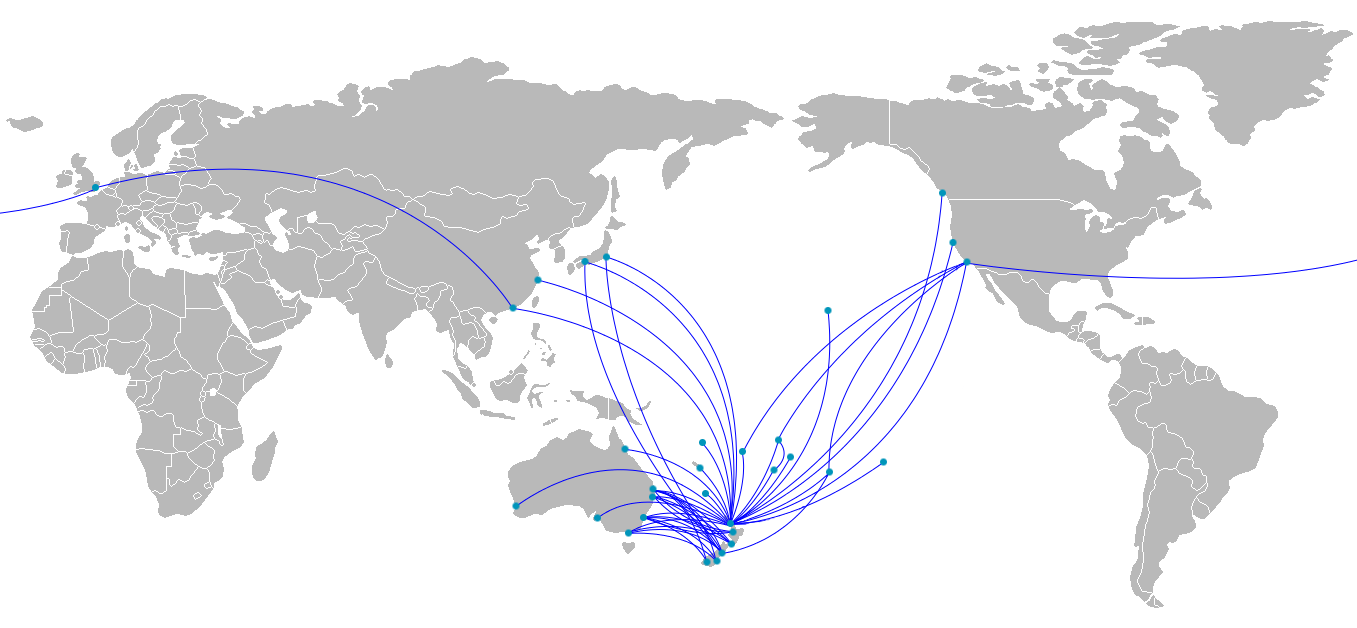
Flugziele der Air New Zealand

Air New Zealand bedient von ihren Drehkreuzen eine Vielzahl an Destinationen insbesondere in Australien, Ozeanien und dem benachbarten pazifischen Raum. Der Fokus liegt dabei auf dem Flughafen Auckland, der Ausgangspunkt für alle Interkontinentalverbindungen der Fluggesellschaft ist. Von hier aus werden die Ziele in Südostasien und Nordamerika angeflogen.
Wichtige Ziele sind dabei Singapur, Shanghai, Tokio, Hong Kong im Asiatischen Raum, sowie San Francisco, Houston, Los Angeles, Vancouver und New York in den USA bzw. Kanada. London (mit Zwischenstopp in London) als einziges verbleibendes Ziel in Europa wurde nach Ankündigung 2019 dann Anfang 2020 eingestellt. Gleiches gilt für die Strecke nach Buenos Aires in Argentinien.
Codesharing
Air New Zealand unterhält Codeshare-Abkommen mit vielen Star-Alliance-Mitgliedern sowie mit Air Rarotonga, Air Tahiti Nui, Aircalin, Cathay Pacific, Etihad Airways, Fiji Airways, Qantas, Silk Air, Virgin Atlantic und Virgin Australia.

## Flotte

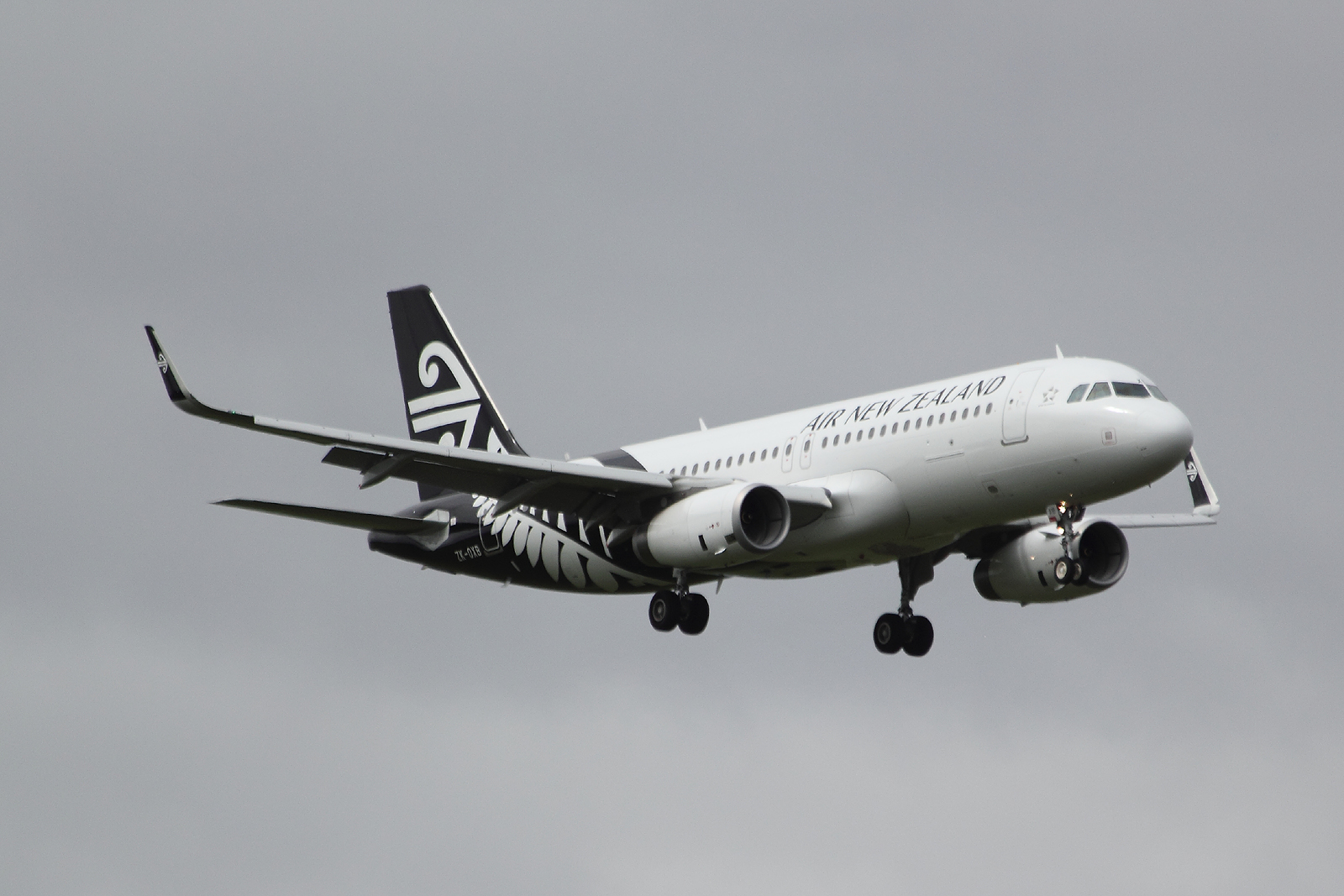
Airbus A320-200 der Air New Zealand

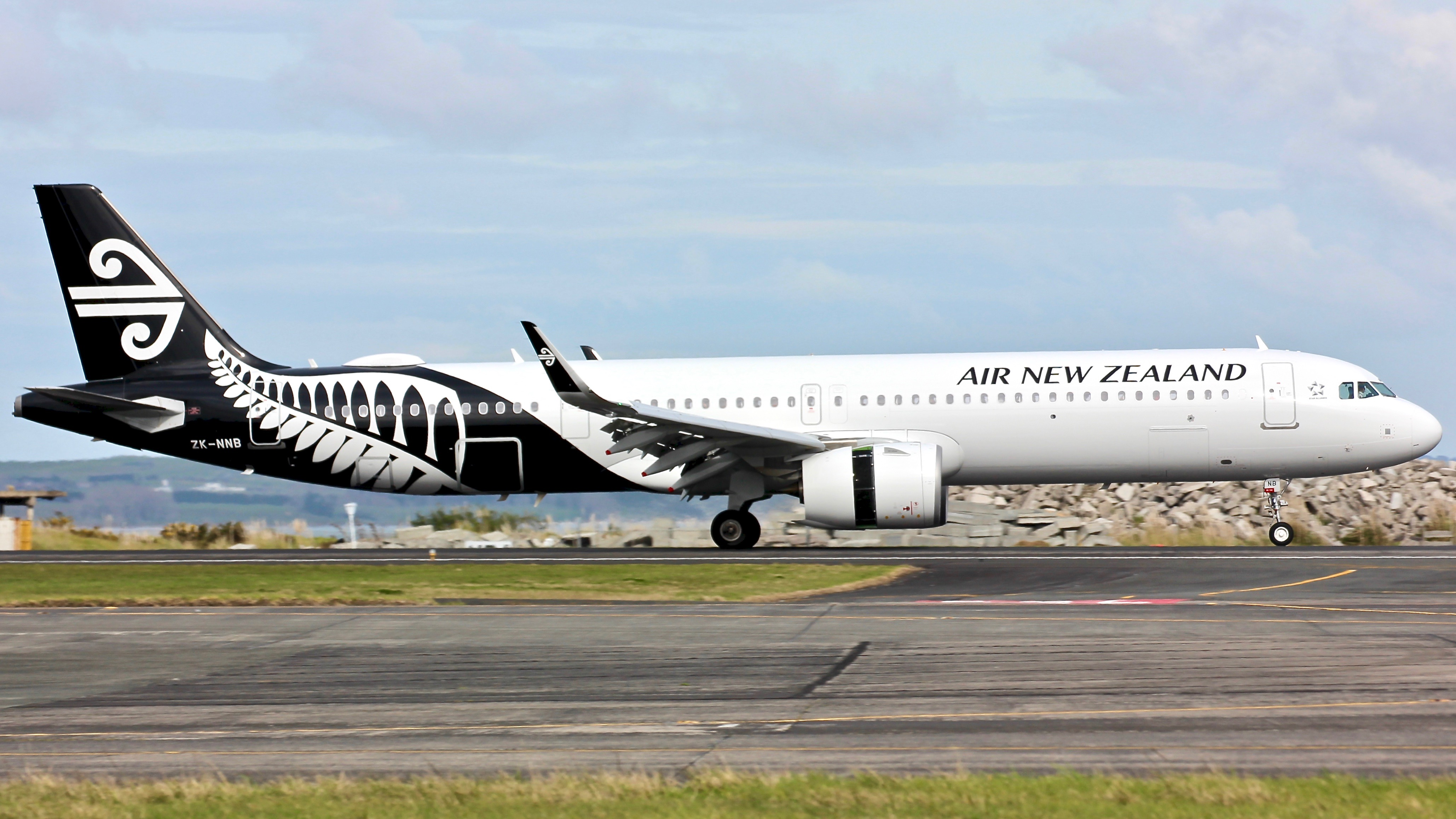
Airbus A321neo der Air New Zealand

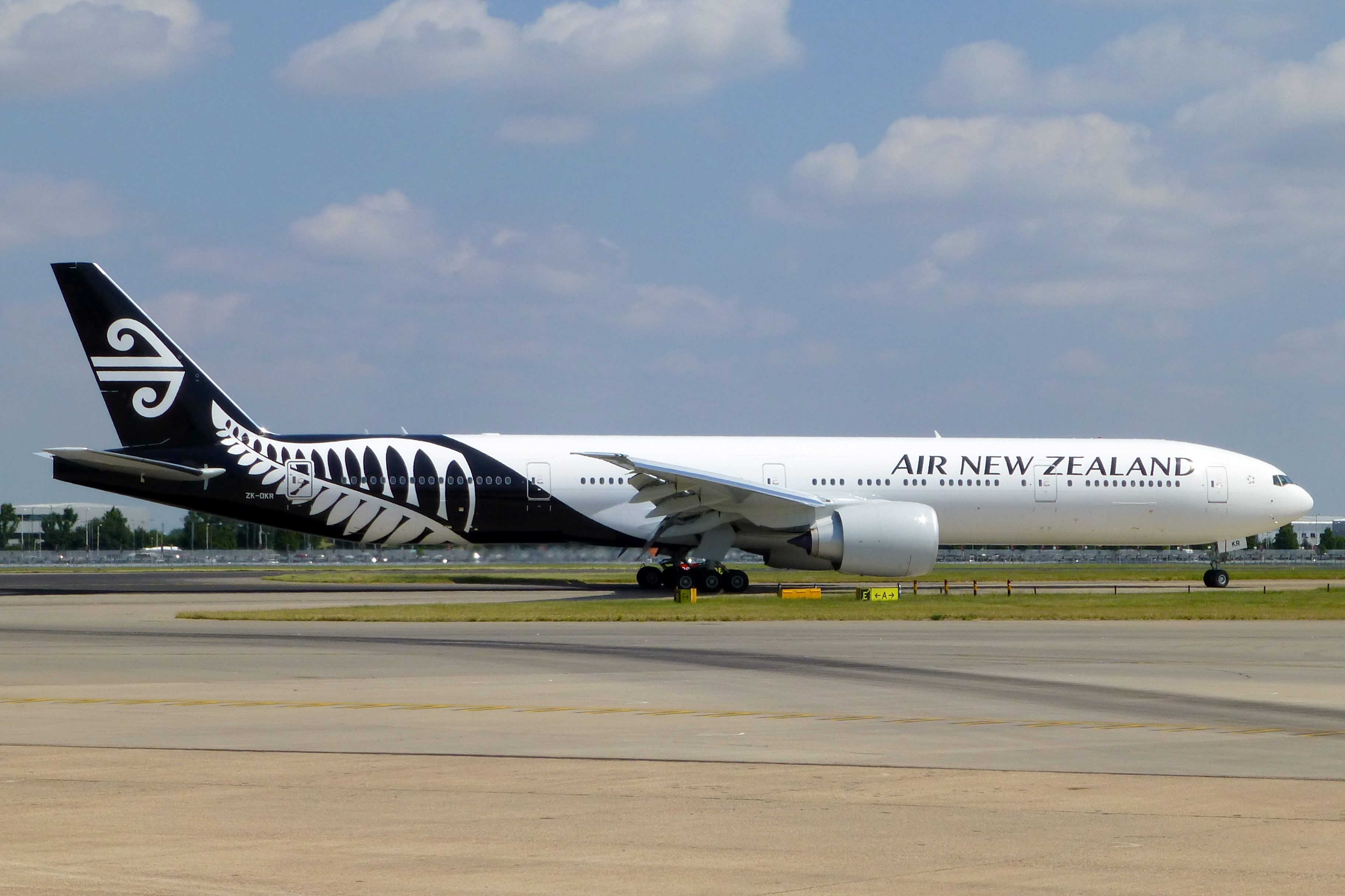
Boeing 777-300ER der Air New Zealand

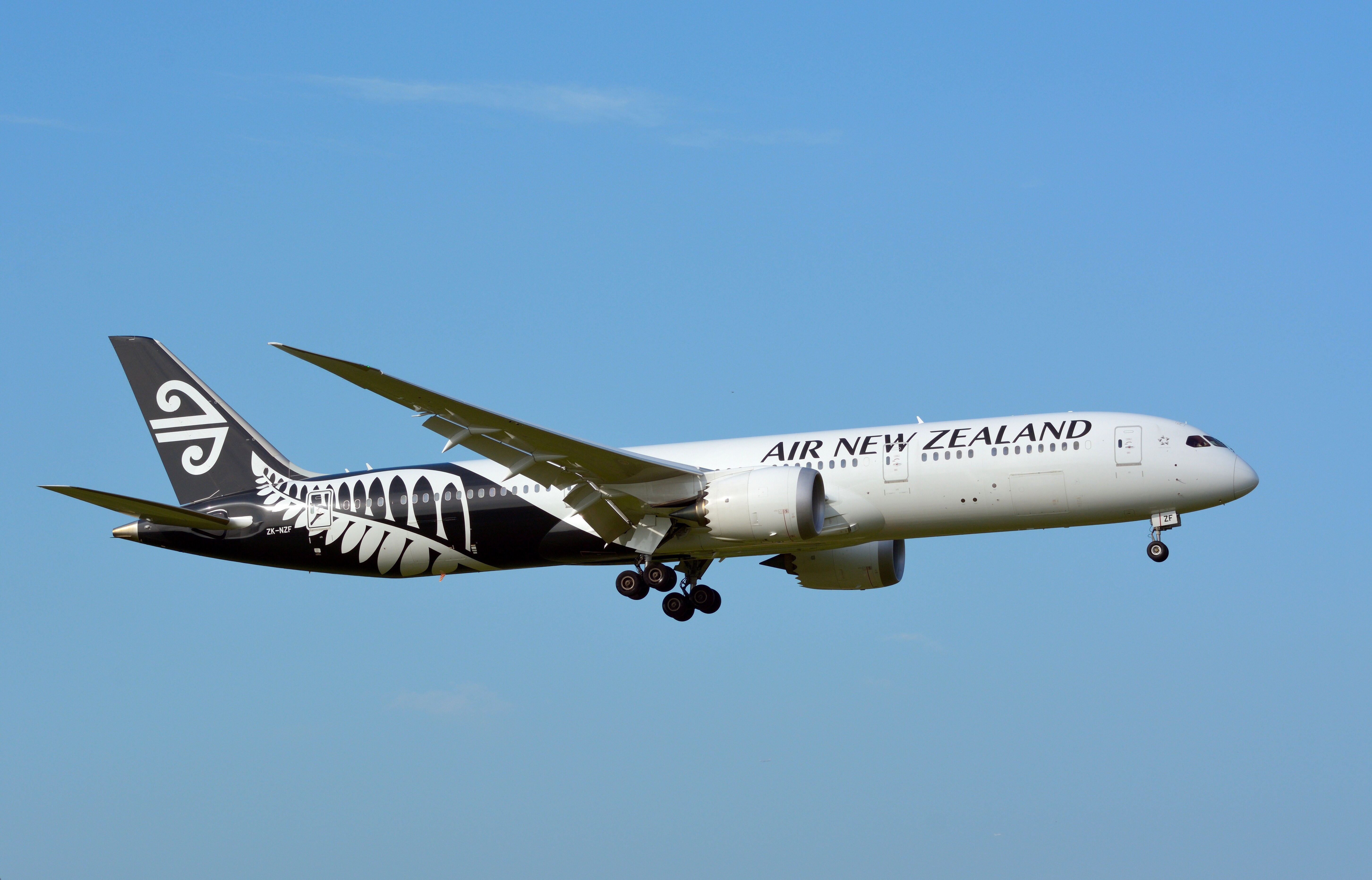
Boeing 787-9 der Air New Zealand

### Air New Zealand
Mit Stand Juni 2025 besteht die Flotte der Air New Zealand aus 113 Flugzeugen mit einem Durchschnittsalter von 10,7 Jahren:

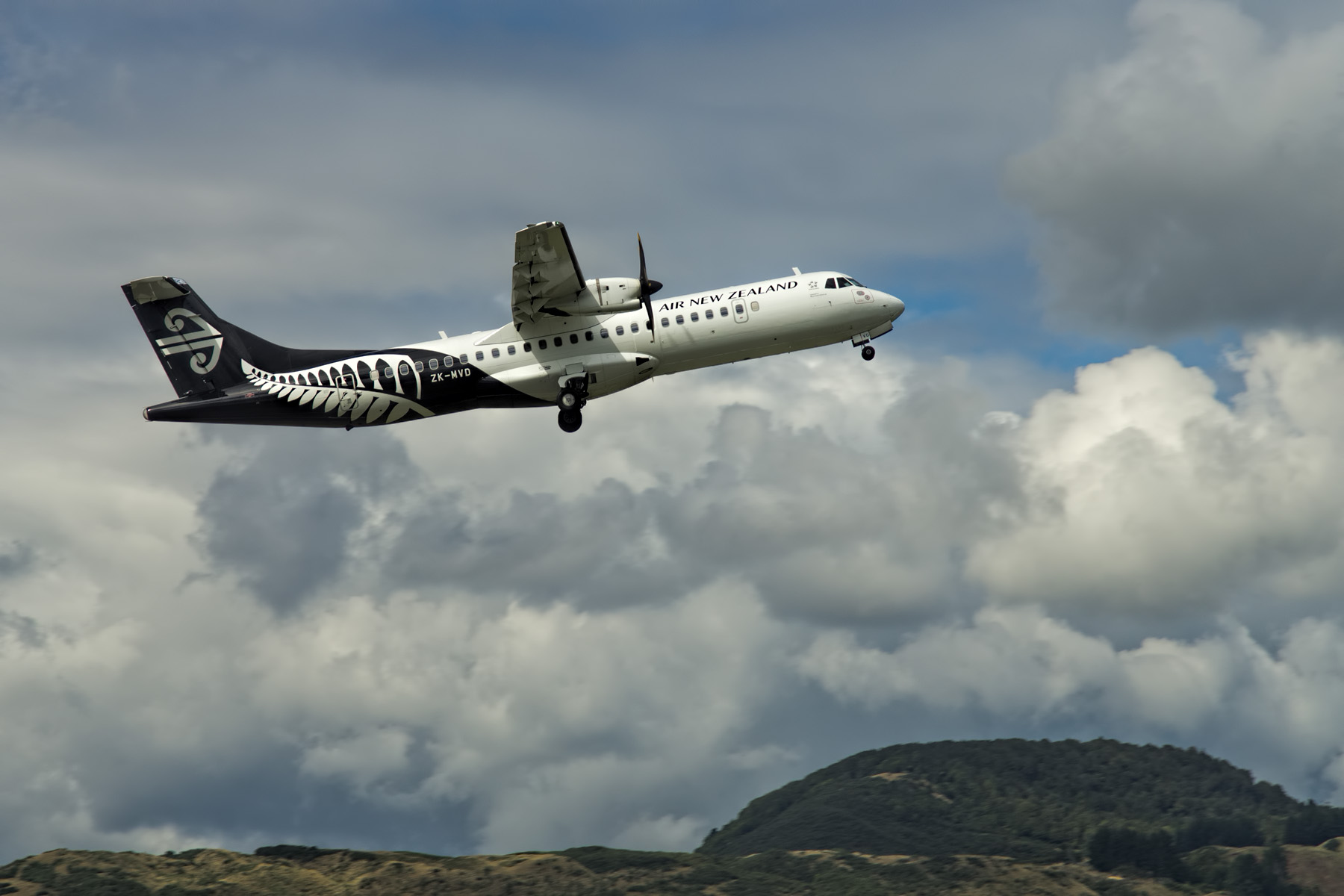
ATR72-600 der Air New Zealand Link

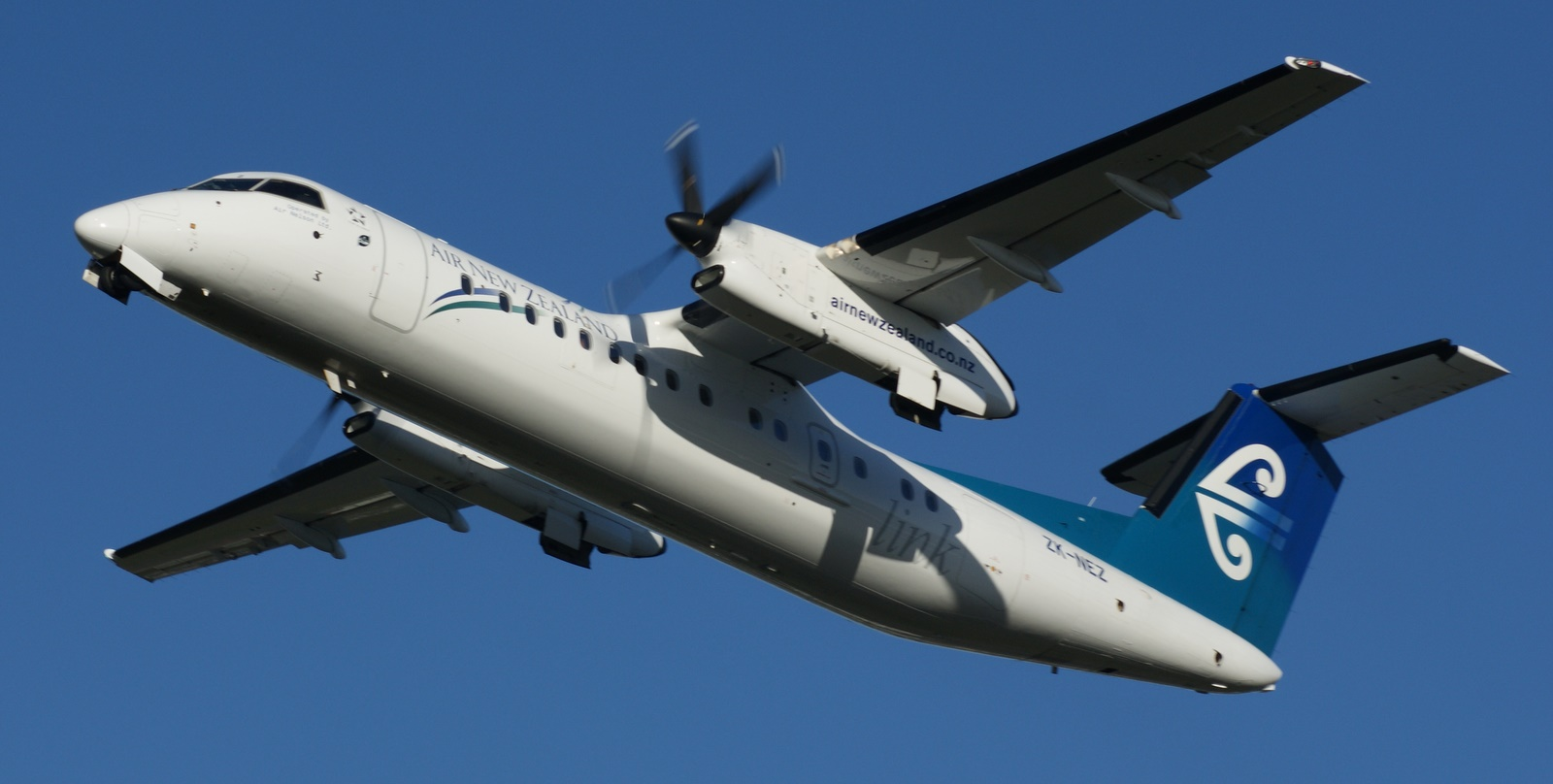
DHC-8-300 der Air New Zealand Link

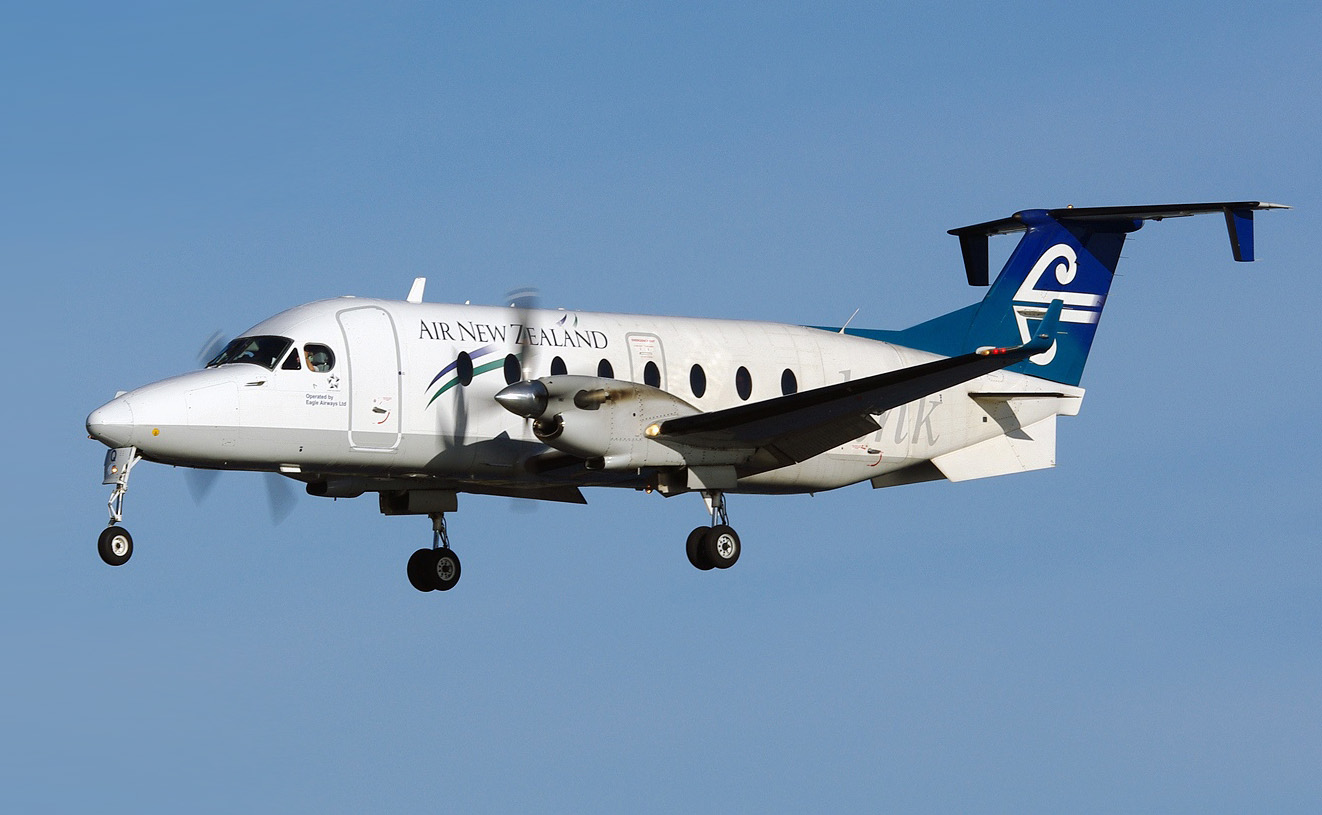
Beechcraft 1900D der Air New Zealand Link

| Flugzeugtyp            | Anzahl | bestellt | Anmerkungen                                           | Sitzplätze (Business/Eco+/Eco)  | Durchschnittsalter |
| ---------------------- | ------ | -------- | ----------------------------------------------------- | ------------------------------- | ------------------ |
| Airbus A320-200        | 17     |          | 13 mit Sharklets ausgestattet                         | 168 (-/-/168) 171 (-/-/171)     | 11,4 Jahre         |
| Airbus A320neo         | 06     |          | sollen ältere A320-200 ersetzen                       | 165 (-/-/165)                   | 5,3 Jahre          |
| Airbus A321neo         | 13     | 1        | fünf inaktiv                                          | 214 (-/-/214)                   | 4,2 Jahre          |
| ATR 72-600             | 30     |          | eine inaktiv                                          | 68 (-/-/68)                     | 8,0 Jahre          |
| Boeing 777-300ER       | 10     |          | werden vsl. bis 2027 ausgemustert                     | 342 (44/54/244)                 | 13,3 Jahre         |
| Boeing 787-9           | 14     | 2        | vier inaktiv; Air New Zealand ist Erstkunde der 787-9 | 275 (27/33/215) 302 (18/21/263) | 9,0 Jahre          |
| Boeing 787-10          |        | 6        | sollen Boeing 777-300ER ersetzen                      | – offen –                       |                    |
| De Havilland DHC-8-300 | 23     |          |                                                       | 50 (-/-/50)                     | 18,7 Jahre         |
| Gesamt                 | 113    | 9        |                                                       |                                 | 10,7 Jahre         |

### Sonderbemalungen
Air New Zealand versieht seit ca. 1970 immer wieder einige Flugzeuge mit speziellen Bemalungen oder Folien.
Aktuelle Sonderbemalungen
| Flugzeugtyp     | Luftfahrzeugkennzeichen | Anmerkungen     | Bild |
| --------------- | ----------------------- | --------------- | ---- |
| Airbus A320-200 | ZK-OAB                  | „All Blacks“    |      |
| Airbus A321neo  | ZK-OYB                  | „Star Alliance“ |      |
| ATR 72-600      | ZK-MVA                  | „All Blacks“    |      |
| Boeing 787-9    | ZK-NZE                  | „All Blacks“    |      |

Ehemalige Sonderbemalungen
| Flugzeugtyp      | Luftfahrzeugkennzeichen | Anmerkungen          | Bild |
| ---------------- | ----------------------- | -------------------- | ---- |
| Airbus A320-200  | ZK-OJH                  | „Star Alliance“      |      |
| Boeing 747-400   | ZK-NBV ZK-SUJ           | „Der Herr der Ringe“ |      |
| Boeing 747-400   | ZK-NBW                  | „All Blacks“         |      |
| Beechcraft 1900D | ZK-EAK                  | „All Blacks“         |      |
| Boeing 777-300ER | ZK-OKQ                  | „All Blacks“         |      |
| Boeing 777-300ER | ZK-OKO                  | „Der Hobbit“         |      |
| Boeing 777-300ER | ZK-OKP                  | „Der Hobbit“         |      |

### Ehemalige Flotte

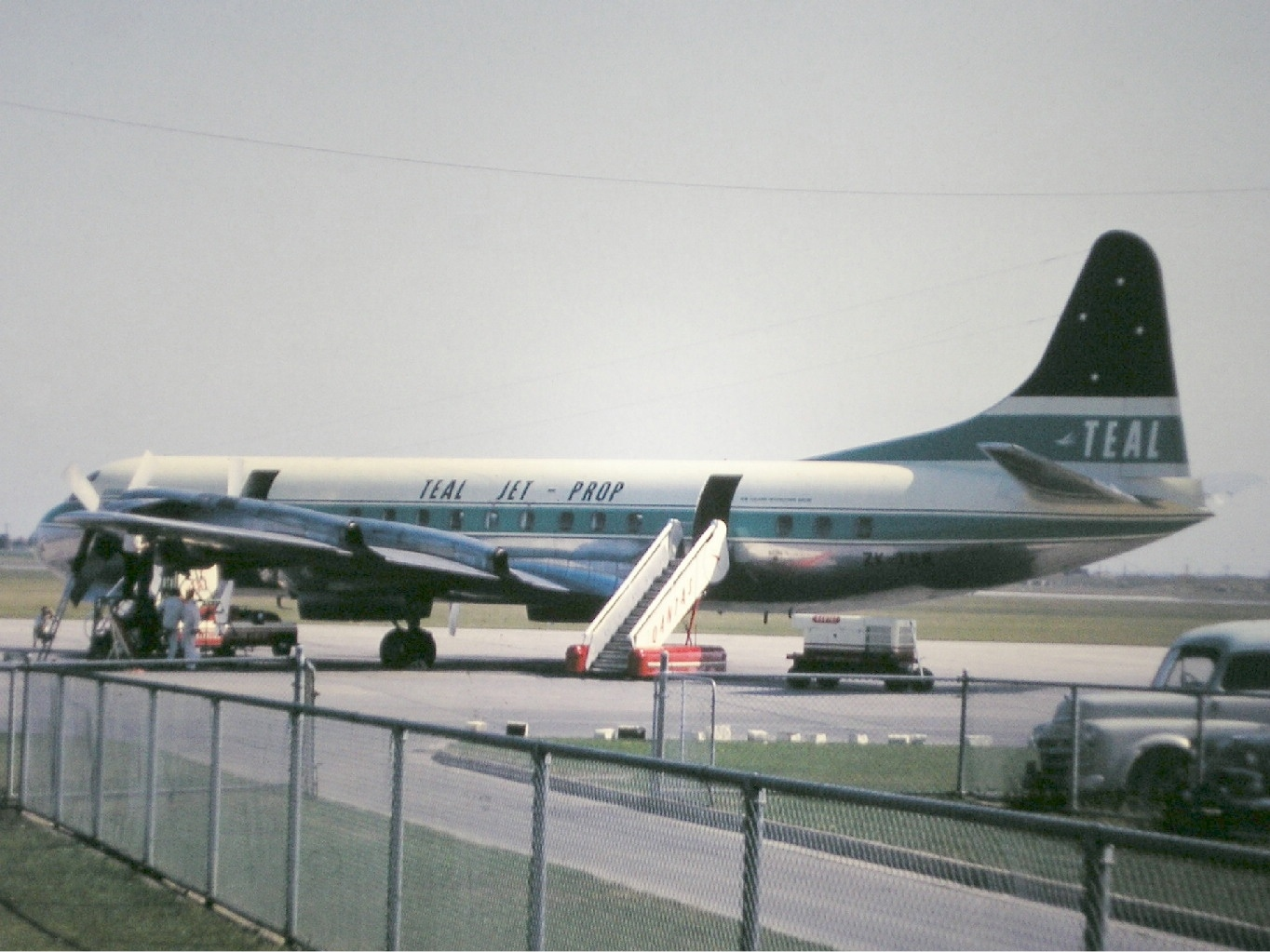
Lockheed L-188A der TEAL im Jahr 1964

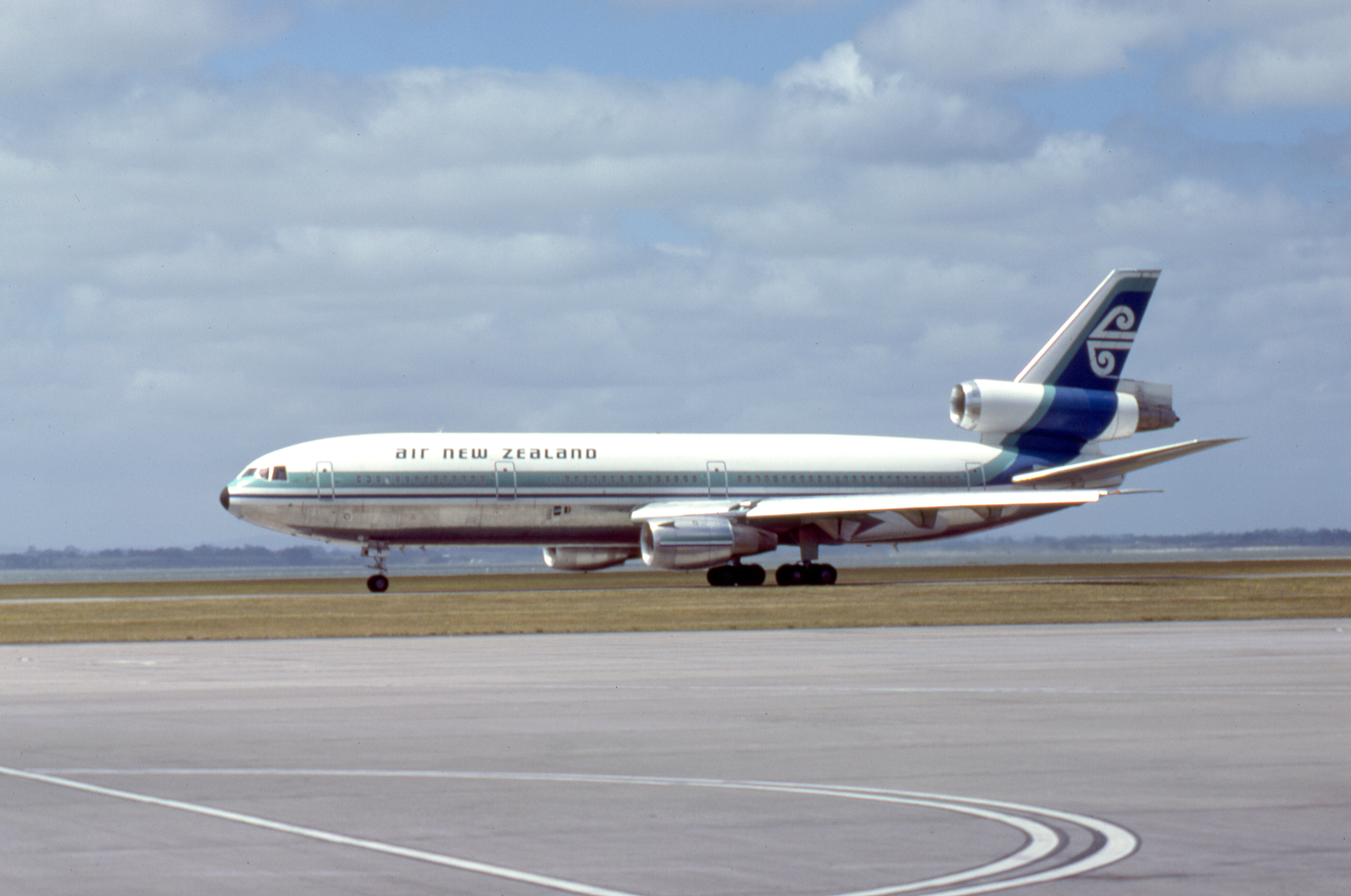
McDonnell Douglas DC-10-30 der Air New Zealand im Jahr 1978

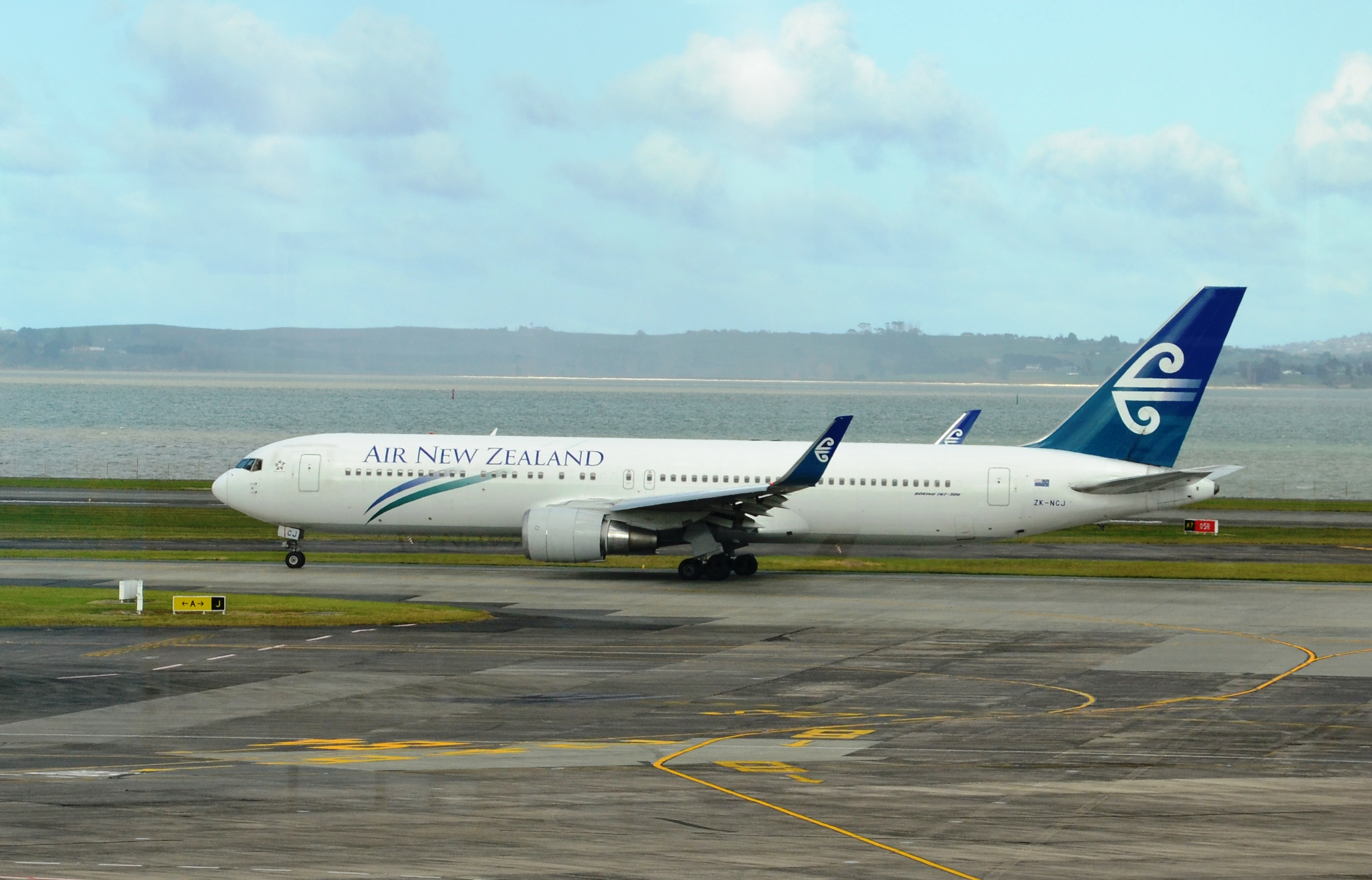
Boeing 767-300ER der Air New Zealand

In der Geschichte der Air New Zealand wurden unter anderem Flugzeuge der folgenden Typen eingesetzt:
- BAe 146-200/300
- Boeing 737-200/300
- Boeing 747-200/400
- Boeing 757-200
- Boeing 767-200ER
- Boeing 767-300ER
- Boeing 777-200ER
- Douglas DC-3
- Douglas DC-8-52
- Fokker F-27
- Lockheed L-188 Electra
- McDonnell Douglas DC-10-30
- Short S.23
- Short S.45

## Zwischenfälle
- Am 4. Juli 1966 kamen an Bord einer Douglas DC-8-52 (Luftfahrzeugkennzeichen ZK-NZB) bei einem Absturz kurz nach dem Start zwei der fünf Besatzungsmitglieder ums Leben. An Bord der Maschine befanden sich keine Passagiere.[24]
- Am 17. Februar 1979 stürzte auf Air-New-Zealand-Flug 4374 eine Fokker F-27-500 (Luftfahrzeugkennzeichen ZK-NFC) während des Endanflugs in den Manukau Hafen. Hierbei kamen ein Besatzungsmitglied und ein Mitarbeiter der Gesellschaft ums Leben.[25]
- Am 28. November 1979 prallte auf Air-New-Zealand-Flug 901 eine McDonnell Douglas DC-10-30 (Luftfahrzeugkennzeichen ZK-NZP) während eines Besichtigungsfluges über der Antarktis gegen den Mount Erebus. Durch den Aufschlag der Maschine kamen alle 237 Passagiere sowie alle 20 Besatzungsmitglieder ums Leben. Hierbei handelte es sich um den schwersten Flugzeugunfall in der Geschichte Neuseelands.[26] Am 1. Dezember 2019 entschuldigte sich Air New Zealand erstmals förmlich bei den Hinterbliebenen der Katastrophenopfer.[27]

## Kritik
Im August 2012 führten Air New Zealand und Qantas Airways Bordbestimmungen ein, nach denen es Männern nicht gestattet ist, im Flugzeug einen Platz neben alleine reisenden Kindern einzunehmen. Diese Regelung sorgte wegen des damit einhergehenden Generalverdachts der Pädophilie gegen Männer für Kritik und Entrüstung.

### Aufgabe der Klimaziele
Die Fluggesellschaft Air New Zealand hat 2024 als erste große Airline ihre Klimaziele aufgegeben. Als Begründung wurde der Mangel an modernen, treibstoffsparenden Flugzeugen angegeben. Außerdem seien nachhaltige Flugkraftstoffe – kurz SAF für Sustainable Aviation Fuels – zu knapp und zu teuer.

## Trivia
- Das Logo der Air New Zealand stellt einen Koru dar, ein von den Māori verwendetes Symbol eines sich entfaltenden Farns.
- Um die Aufmerksamkeit der Passagiere auf die Bordsicherheit zu lenken, veröffentlicht Air New Zealand regelmäßig humorvolle Sicherheitsvideos. Im Jahr 2009 wurden hierzu Videos genutzt, welche nackte, mit Bodypainting bemalte Flugbegleiter zeigen.[30] Im Zusammenhang mit der Weltpremiere des Films Der Hobbit – Eine unerwartete Reise zeigte Air New Zealand ab November 2012 ein Sicherheitsvideo, das Hobbits, Zwerge, Orks und Elben bei den Sicherheitsanweisungen zeigte. Regisseur Peter Jackson war in einem Cameo-Auftritt zu sehen.[31]
- Aufgrund des großen Erfolgs der Herr-der-Ringe- und Hobbit-Trilogie, die beide größtenteils in Neuseeland gedreht wurden, wurden einige Großraumflugzeuge der Air New Zealand werbewirksam mit entsprechenden Motiven aus den Filmen versehen (siehe Sonderbemalungen). Sie nannte sich in Anspielung auf die Filme in Werbespots „The Airline of Middle Earth“ (dt.: Die Fluggesellschaft von Mittelerde).[32]